# سیارک ۱۰۹۵۲
سیارک ۱۰۹۵۲ (به انگلیسی: 10952 Vogelsberg، نامگذاری:4152P-L) ده هزار و نهصد و پنجاه و دومین سیارک کشف شده‌است که در ۲۴ سپتامبر ۱۹۶۰ کشف شد.